# Saint-Romphaire
Saint-Romphaire är en kommun i departementet Manche i regionen Normandie i norra Frankrike. Kommunen ligger i kantonen Canisy som tillhör arrondissementet Saint-Lô. År 2018 hade Saint-Romphaire 760 invånare.

## Befolkningsutveckling
Antalet invånare i kommunen Saint-Romphaire
| Referens: INSEE |